# Nestor Mahno
Nestor Ivanovici Mahno (în Нестор Іванович Махно, în Нестор Иванович Махно; n. 7 noiembrie 1888, Huleaipole, Gubernia Ekaterinoslav, Imperiul Rus – d. 25 iulie 1934, Paris, Franța) a fost un revoluționar ucrainean anarho-comunist care a condus o armată anarhistă în estul Ucrainei în timpul Războiului Civil din Rusia. 
Mahno a comandat „Armata Revoluționară Insurecționară Ucraineană”, cunoscută și ca „Armata Verde” sau „Armata Anarhistă Neagră”. Cu o infanterie de 83.000 de soldați și o cavalerie de 20.000 de oameni a controlat un teritoriu cu aproximativ 7 milioane de locuitori. El a fost combătut și de țaristi dar și de Armata Roșie a bolșevicilor, precum și de Gărzile Roșii. A organizat temporar Teritoriile libere ale Ucrainei într-o structură care nu era nici capitalistă, nici comunistă. Mahno a fost descris de teoreticiana Emma Goldman drept „o figură extraordinară” care a condus o mișcare revoluționară țărănească. Mahno este considerat inventatorul „taceankăi”, o platformă mobilă trasă de cai, pe care se monta o mitralieră grea.

## Tinerețea

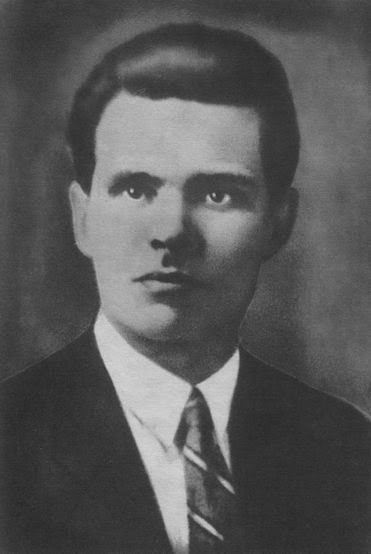
Nestor Mahno în 1909

Nestor Mahno s-a născut într-o familie țărănească săracă în Huliaipole, gubernia Ekaterinoslav, în regiunea Novorossia a Imperiului Rus (ulterior Regiunea Zaporoje, Ucraina). El era cel mai mic dintre cei cinci copii ai familiei. A fost botezat pe 27 noiembrie (stil vechi) / 8 noiembrie (stil nou) 1888, dar nașterea sa a fost înregistrată oficial abia în 1889. 
Tatăl lui a murit când el avea doar zece luni. Orfanul a muncit de la șapte ani. Când avea opt ani a intrat în școala primară, pe care a urmat-o numai în sezonul rece (iarna). Când avea vârsta de doisprezece ani, muncea deja  la culaci.
La vârsta de 17 ani, principala sa meserie era cea de zugrav, devenind apoi turnător la un atelier metalurgic.
Nestor Mahno a fost atras în Revoluția rusă din 1905. În 1906, Mahno s-a alăturat organizației anarhiste, a fost arestat, judecat și achitat în 1906, din nou arestat 1907 și eliberat din lipsă de dovezi. A treia oară a fost arestat în 1908, după infiltrarea unui agent secret în organizația anarhistă din care făcea parte. În 1910, Mahno a fost condamnat la moarte prin spânzurare, dar sentința a fost comutată la închisoare pe viață în penitenciarul Butîrskaia din Moscova, unde a fost influențat de colegul de celulă Piotr Arșinov. Mahno a fost eliberat după Revoluția din Februarie 1917.